# Куноват
 Кунова́т — река на севере Западной Сибири, в юго-восточной части Шурышкарского района Ямало-Ненецкого автономного округа России, правый приток реки Обь, впадает в неё на 511-м км от устья, у с. Лопхари.
Длина реки — 362 км, площадь бассейна — 12 300 км². Средний многолетний годовой расход воды около 110 м³/с, объём годового стока реки 3,5 км³. В бассейне насчитывается свыше 550 рек, в том числе 10 рек — более 50 км. Замерзает в октябре, вскрывается о второй декаде мая — первой декаде июня. Замерзание и вскрытие обычно сопровождается ледоходом. Средняя продолжительность ледостава около 7,0 мес. Питание снеговое и дождевое.

## Притоки
Объекты перечислены от устья к истоку.
- 8 км: Лорпатыёган
- 33 км: Хулъёган
- 46 км: Логасьёган (пр)
- 193 км: Айёган (пр)
- 198 км: Нюрымпатыёган
- 217 км: Вошнёлсоим
- 228 км: Питтаёган
- 260 км: Тоитъёган (пр)
- 287 км: Ногоръёган
- 306 км: Хувлагиюган
- 322 км: Хораюган
- 339 км: Ун-Ёхомъёган

В устьевой части протекает через озеро Куноватский Сор.